# سفينة حيوية

## سفينة حيوية
السفينة الحيوية هي نوع من المركبات الفضائية أو المركبات الفضائية الموصوفة في الخيال العلمي إما أنها مكونة في الغالب أو كلياً من مكونات بيولوجية، بدلاً من أن يتم بناؤها من مواد مصنعة. ولهذا السبب، يكون لديهم دائمًا مظهر عضوي مميز.
عادة ما تكون السفن الحيوية قوية للغاية، ويمكنها في كثير من الأحيان تجديد أو شفاء الأجزاء التالفة. بعض السفن الحيوية ذكية أو واعية، وبعضها يعتبر من أشكال الحياة. مثل معظم الكائنات العضوية، تحتوي العديد من السفن الحيوية على كميات كبيرة من مواد "السقالات" للحفاظ على شكلها، مثل نسيج الخشب في الأشجار أو العظام والكيتين في الحيوانات.

## في الخيال
في قصة الخيال العلمي القصيرة " المتخصص" التي كتبها روبرت شيكلي، والتي نُشرت عام 1953 في مجلة جالاكسي، تم الكشف عن أن العديد من الأجناس المجرية قادرة بالفعل على التعاون التكافلي لتصبح سفناً حيوية، حيث يشكل كل سباق جزءاً مختلفاً. الأرض، على ما يبدو، هي أحد الكواكب التي تسكنها مخلوقات من المفترض أن تعمل كمحركات FTL (أسرع من الضوء)، ويذكر أن كل الصراعات والسخط البشري يرجع إلى حقيقة أنه، بينما لقد نضجوا، وليس لديهم مكان لتطبيق هدفهم الحقيقي. ربما تكون هذه القصة أول ذكر للسفينة الحيوية في الخيال العلمي.
في القصة القصيرة لعام 1966 "يونان" ("جوناس" بالفرنسية) بقلم جيرار كلاين، تستخدم البشرية سفناً حيوية ضخمة (نصف مليار طن لكل منها) تسمى ubionasts (وحدات الملاحة البيولوجية عبر Starways). بطل الرواية، وهو إنسان مولود في الجاذبية الصغرى يُدعى ريتشارد مكة، يكسب عيشه من خلال ترويض "السنارك"، وهي الكائنات الحية التي خرجت عن نطاق السيطرة لسبب ما.
يمثل المجلد 322 من سلسلة مجلة بيري رودان الألمانية، الذي نُشر لأول مرة في نوفمبر 1967، ظهورًا مبكرًا آخر لمفهوم السفينة الحيوية في الخيال العلمي. Dolans عبارة عن سفن فضائية قتالية قوية ذات هندسة بيولوجية تمت زراعتها من نفس المادة الوراثية الاصطناعية مثل قادتها من خارج كوكب الأرض. تعد الأنواع المختلفة من السفن الحيوية سمة متكررة في المراحل اللاحقة من عالم بيري رودان.
The Night's Dawn Trilogy: تعد Edenist Voidhawk وMercenary Blackhawk كلاهما من السفن الحيوية المتقدمة (الأخيرة عبارة عن خياطة وراثية للقتال من الأولى). يستخدم كلا النوعين الترابط العقلي مع القبطان. في حالة Voidhawks يتم ذلك من خلال قيام كل من المركبة والقبطان بالحمل معاً والحفاظ على الاتصال العقلي خلال سنوات تكوينهما. ومع ذلك، يتم شراء بلاك هوك كبيض ويتم ربطها بالمشتري الذي سيصبح قائداً عندما ينضج بلاك هوك.
في الرواية الأولى من سلسلة البليوسين لجوليان ماي، الأرض متعددة الألوان (1982)، تصف الخلفية الدرامية لجنسين من اللاجئين الفضائيين الذين يعيشون في عصر البليوسين على الأرض هبوطهم الصعب في سفينة حيوية. كانت السفينة الحيوية مرتبطة عاطفياً بأحد الفضائيين ("زوجة السفينة") وضحت بحياتها لتوصيل ركابها بأمان إلى سطح الكوكب.
في برنامج الخيال العلمي التلفزيوني لـ J. Michael Straczynski Babylon 5، استخدم العديد من الأوائل السفن العضوية، مثل سباقات Vorlon وShadows. يشير استخدام التكنولوجيا العضوية من قبل هذه الأجناس إلى تقدمهم الكبير على الأجناس الأصغر سناً نظراً لأن سفنهم مرنة للغاية، وتولد قوتها الخاصة، وقادرة على المناورة للغاية، ولديها أسلحة قوية مدمرة (بما في ذلك المتغيرات القادرة على تدمير الكواكب)، وتتجدد، ولها قدرة هائلة على المناورة. مقياس الذكاء.
في امتياز الخيال العلمي الشهير ستار تريك تظهر العديد من السفن الحيوية. ستار تريك: الجيل القادم حلقة " تين مان " تتميز بالسفينة الحيوية باعتبارها الجزء الرئيسي من المؤامرة. تمتلك الأنواع 8472 أيضًا أسطولًا هائلاً من السفن الحيوية القادرة على الذهاب إلى أخمص القدمين مع العدو الأكثر خبثاً للاتحاد، The Borg.
يستخدم سباق Yuuzhan Vong في سلسلة كتب New Jedi Order من Star Wars Legends أسطولاً من السفن ذات الهندسة الحيوية عالية المرونة أثناء غزوهم للمجرة، بدءاً من "السفن المرجانية" ذات الحجم المقاتل إلى السفن العالمية العملاقة التي تؤوي جميع سكانها. غالباً ما تعمل هذه السفن على قدم المساواة مع نظيراتها التكنولوجية ويصعب قتالها، وذلك باستخدام أسلحة ووسائل دفع غير تقليدية إلى حد كبير.
في عالم Warhammer 40,000 الخيالي، يسافر جنس من خارج المجرة يُعرف باسم الطغاة (الذين يحومون كواكب بأكملها ويستهلكون كل الكتلة الحيوية المتاحة للتكاثر والانتشار إلى كواكب أخرى) عبر المجرة باستخدام سفن حيوية عضوية عملاقة تُعرف باسم سفن الخلايا التي تنقل مختلف الكائنات الحية. أنواع السباق في الداخل. تسافر هذه السفن بأعداد كبيرة تُعرف باسم أساطيل خلايا النحل وغالبًا ما توصف بأنها "محاليق" تنسج في المجرة من مجرات أخرى كانت قد التهمتها سابقًا. تم تسجيل العديد من أساطيل خلايا النحل في عالم 40K وتمت تسميتها، مع تعيين أول أسطول مسجل باسم Hive Fleet Behemoth. توصف سفن الخلية بأنها تخدم عرقها ككل وأن الأفراد داخل سفينة الخلية يسخدمونها ككيان واحد.
سباق Zerg الفضائي في لعبة الفيديو StarCraft يجتاز الفضاء عبر أوعية عضوية واعية تسمى "Leviathan".
Farscape's Moya هي سفينة نقل أنثوية من نوع Leviathan. سفينة فضاء ميكانيكية حيوية حية، تم الاستيلاء عليها ذات مرة من قبل قوات حفظ السلام. لقد هربت من الأسر مع الأشخاص الذين سجنوها من قبل قوات حفظ السلام. وقد أنجبت نسلاً واحداً ذكراً اسمه تالين.
تتمحور سلسلة Lexx حول السفينة الحيوية الفخرية، The Lexx: "أقوى سلاح دمار في الكونين".
في الأجزاء الثلاثة الأخيرة من سلسلة الروايات The Expanse، تستخدم الإمبراطورية اللاكونية سفن فضاء قتالية قوية، يتم زراعتها بدلاً من بنائها. ومع ذلك، على عكس السفن الحيوية الأخرى، فهي ليست حية بالكامل ولكنها تعتمد على تقنية التكاثر الذاتي التي تنتج أشكالًا مشابهة للحياة البيولوجية.
في فيلم الرعب والخيال العلمي الكوميدي لجوردان بيل Nope (2022)، اجتاح جسم غامض على شكل طبق طائر مروج مقاطعة لوس أنجلوس، كاليفورنيا، واختطف العديد من الخيول وطرد أي شيء غير عضوي، متنكرًا في سحابة واحدة غير متحركة و تعطيل أي إلكترونيات بمجالها الكهرومغناطيسي. ومع ذلك، بمرور الوقت، اكتشف البطلان OJ وEmerald أن الجسم الغريب ليس سفينة، ولكنه كائن فضائي مستقل فعليًا، أو كائن خفي طائر أرضي فريد من نوعه، والذي أطلقوا عليه اسم جان جاكيت. على الرغم من تشابهها مع الصحن الطائر، إلا أن جين جاكيت ليست سفينة فعلية ولا تستضيف طاقماً فضائي ولكنها بدلاً من ذلك تأكل جميع المخلوقات التي "تختطفها" وتتقيأ أي شيء مثل المعدن أو الخشب أو غير العضوي، بما في ذلك الفريسة المسالة إذا كانت غير قادرة على ذلك. معالجة ذلك. أيضاً، بالقرب من نهاية الفيلم، يتحول إلى قنديل بحر واهٍ ولكن ضخم، على شكل عين ذات مصراع كاميرا مربع واحد.

## أنظر أيضا
- استروتشيكن
- شجرة دايسون